# Gnade (Film)
Gnade ist ein deutscher Spielfilm von Matthias Glasner aus dem Jahr 2012 mit Jürgen Vogel und Birgit Minichmayr in den Hauptrollen. Die Premiere fand am 16. Februar 2012 bei den 62. Internationalen Filmfestspielen in Berlin statt. Der deutsche Kinostart war am 18. Oktober 2012.

## Handlung
Auch um ihre Ehe wieder in ruhige Fahrwasser zu lenken, ziehen Ingenieur Niels und Krankenschwester Maria mit ihrem Sohn Markus in die nordnorwegische Stadt Hammerfest. Vor Ort gestaltet sich die Integration unterschiedlich: Niels wird von seinem Job in einer Gasförderanlage sehr beansprucht, kümmert sich aber wenig um die Landsleute neben ihm – nach neun Monaten beherrscht er nur einige Wörter norwegisch. Mit Arbeitskollegin Linda, mit der er sich auf Englisch unterhalten kann, hat er eine Affäre. Maria hingegen geht in ihrer Arbeit in einem Hospiz auf, singt im Kirchenchor und hat ein freundschaftliches Verhältnis mit ihren Kolleginnen. Markus fällt die Integration an seiner Schule, obwohl er gut norwegisch kann, noch schwer.
Als Maria nach einer Doppelschicht im Januar nach Hause fährt, bemerkt sie – abgelenkt durch ein Polarlicht – einen dumpfen Stoß gegen ihr Auto. Sie hält an, schaut in den Rückspiegel, kann in der Dunkelheit nichts erkennen. Unter der Vermutung, nur einen Hund angefahren zu haben, fährt sie weiter; als sie zu Hause ist, bittet sie Niels, noch einmal an der Unfallstelle nachzusehen. Niels fährt den gesamten Weg ab, steigt an der vermuteten Unfallstelle mit Taschenlampe aus, kann jedoch nichts finden. Erst einige Tage später erfährt Maria aus der Zeitung, dass sie Mette, ein 16-jähriges Mädchen, angefahren hat: Mette ist nach dem Unfall noch von der Straße gekrochen, in ein Schneeloch gestürzt und erfroren.
Maria und Niels beschließen, das Geschehene zu verheimlichen, da es keinen Zeugen für den Unfall gegeben hat, auch Markus erzählen sie nichts. Die Stadt nimmt an dem Unfall großen Anteil und es fällt Maria und Niels schwer, den Eltern des Mädchens in die Augen zu sehen. Durch ihren Umgang mit diesem unfassbaren Geheimnis verlieben sich Maria und Niels wieder neu ineinander.
Markus gewinnt das Ansehen eines Klassenkameraden, als er mit ihm gemeinsam einem anderen Jungen in den Rucksack spuckt. Innerlich fühlt er sich getroffen, als er erfährt, dass dieser Schüler wegen dieses Geschehens die Klasse gewechselt hat. Nach einigen Wochen fasst er den Mut, ihm seine Tat zu gestehen, um sich zu entschuldigen. Er wird von ihm zurückgewiesen.
Da sich Niels zu Linda in letzter Zeit anders verhalten hat, berichtet er ihr auf einem Helikopterflug von Marias Fahrerflucht. Linda greift dies gefasst auf. Als sie ihm einige Abende später ihre Liebe gesteht, entgegnet ihr Niels, dass die Beziehung zu Linda für ihn nie mehr als eine Affäre gewesen war und er sich wieder in Maria verliebt hat. Wütend zerkratzt Linda Niels’ Auto und bedroht ihn später telefonisch. Niels gesteht Maria die Affäre, sie vergibt ihm. Linda entschuldigt sich später bei Niels, ehe sie Stadt und Arbeitsstelle verlässt, um nach Oslo zurückzufahren.
Eines Tages hält Niels an der Unfallstelle an und betrachtet die dort hinterlassenen Blumen und Karten. Zufälligerweise kommt Mettes Mutter zur Unfallstelle und bedankt sich bei Niels für diese Geste. Niels und Maria beschließen, zu Mettes Eltern zu fahren, um ihnen alles zu erzählen. Diese sind von dem Geständnis überrascht, die Frage, was nun geschehen sollte, bleibt unbeantwortet. Der Film endet einige Monate später während des Mittsommerfestes: Die Einwohner der Stadt – unter ihnen Niels, Maria und Markus sowie Mettes Eltern – begrüßen den Polarsommer, alle wirken mit sich im Reinen.

## Produktion
Der von den Berliner Filmproduktionsunternehmen Schwarzweiss Filmproduktion GmbH, Knudsen & Streuber Medienmanufaktur GmbH und ophir film- und fernsehproduktion GmbH sowie der norwegischen Neofilm in Koproduktion mit ZDF und Arte produzierte Film wurde vom 18. Januar bis 11. März 2011 an Originalschauplätzen in Hammerfest (Norwegen) und in Hamburg gedreht. Für die Innenaufnahmen standen sechs Tage im Atelier 9/10 der Studio Hamburg GmbH zur Verfügung.
Der Film Gnade wurde von der Filmförderung Hamburg Schleswig-Holstein, dem Medienboard Berlin-Brandenburg, dem Beauftragten der Bundesregierung für Kultur und Medien, dem Deutschen Filmförderfonds und dem Norsk filminstitutt gefördert.

## Kritiken
„Ein irritierendes Drama, das den Themenkreis um Schuld und den Wunsch nach Vergebung in eine gewagte, mitunter plakative Erzählung einbettet und das moralische Dilemma eher unbefriedigend auflöst. Gleichwohl überzeugt der souverän und vielschichtig gespielte Film durch eindringliche, unwirklich erleuchtete Bilder der Schneelandschaft.“

„Matthias Glasner hat mit Birgit Minichmayr und Jürgen Vogel eine Seelenlandschaft aus Eis und Schnee abgefilmt. Selten war ein Film klarer in seiner frohen Botschaft. […] Gnade ist ein hervorragend gespieltes Psychodrama, und man kann Glasner Anerkennung entgegen bringen für so viel Klarheit in dem Glauben an seine positive Utopie, dass Vergebung auch unter unwahrscheinlichen Umständen möglich ist.“

„Nach dem Drehbuch des preisgekrönten skandinavischen Autors Kim Fupz Aakeson hat Matthias Glasner mit zwei Ausnahmeschauspielern ein ungemein dichtes Drama realisiert, das sich organisch in die grandiose Landschaft einfügt. Schroff abweisend, fast irreal in der kalten Polarnacht, offen und harmonisch zur Mittsommernacht, wird die Landschaft, die von der Kamera in ruhigen, poetischen Bildern eingefangen wird, zum dritten Hauptdarsteller. Dem im Berlinale-Wettbewerb 2012 erstaufgeführten Film gelingt auf diese Weise eine tiefer gehende Auseinandersetzung mit den eher abstrakten Themen Schuld und Gnade, wobei weniger die religiöse als die humanistische Dimension im Mittelpunkt steht.“

## Auszeichnungen
- Prädikat besonders wertvoll der Deutschen Film- und Medienbewertung (FBW)[7]
- Filmfest Hamburg 2012: Drehbuchpreis an Kim Fupz Aakeson[8]
- Bayerischer Filmpreis 2012 für die Bildgestaltung an Jakub Bejnarowicz
- Nominierung für den Deutschen Filmpreis 2013 in drei Kategorien (Hauptdarstellerin – Birgit Minichmayr, Kamera/Bildgestaltung, Tongestaltung).